# Schloss Schnaditz
Das Schloss Schnaditz befindet sich im Stadtteil Schnaditz der Stadt Bad Düben. Das Schloss hat einen 29 Meter hohen Wehrturm.

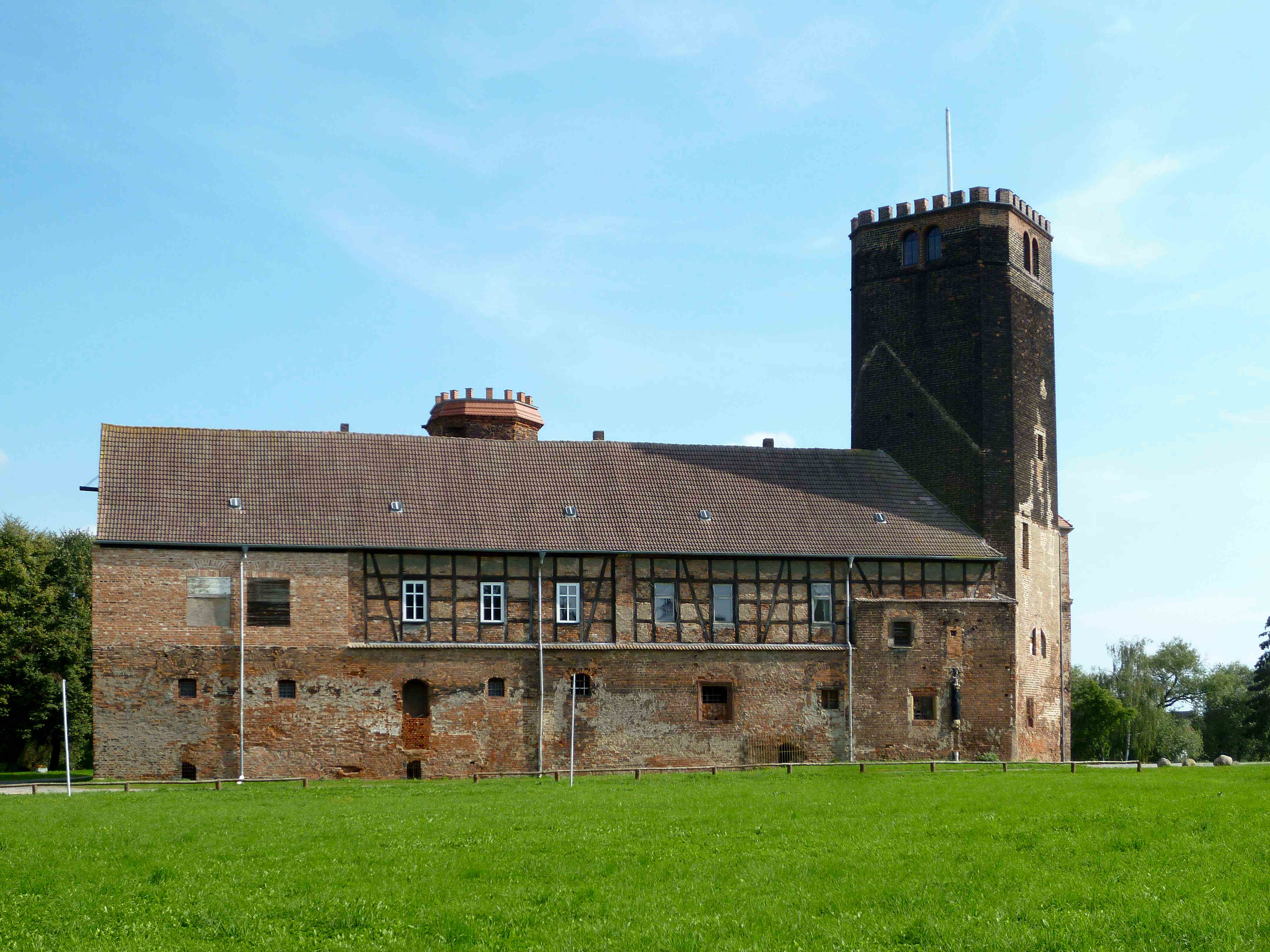
Schloss Schnaditz (Westseite)

## Geschichte

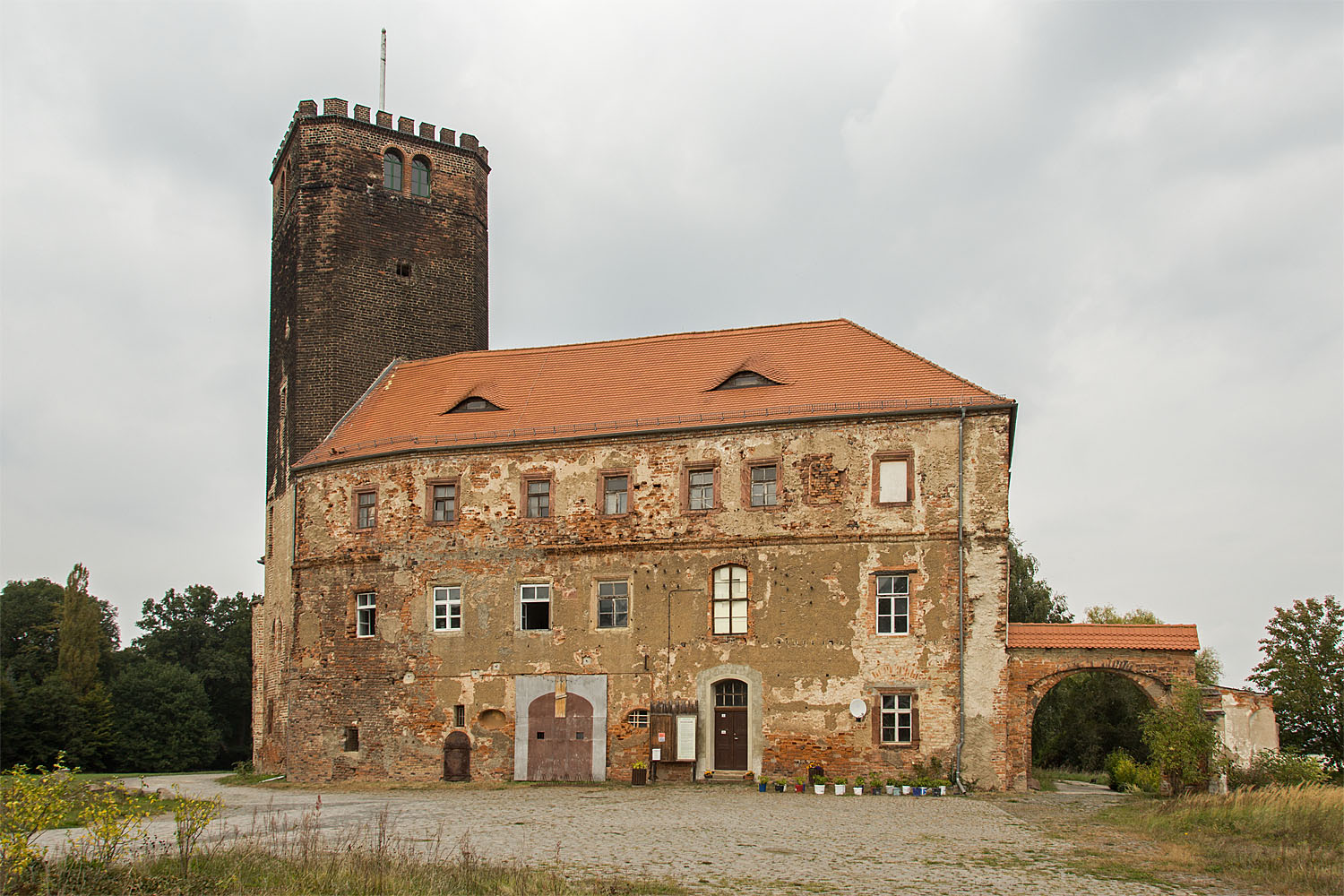
Schloss Schnaditz (Südseite)

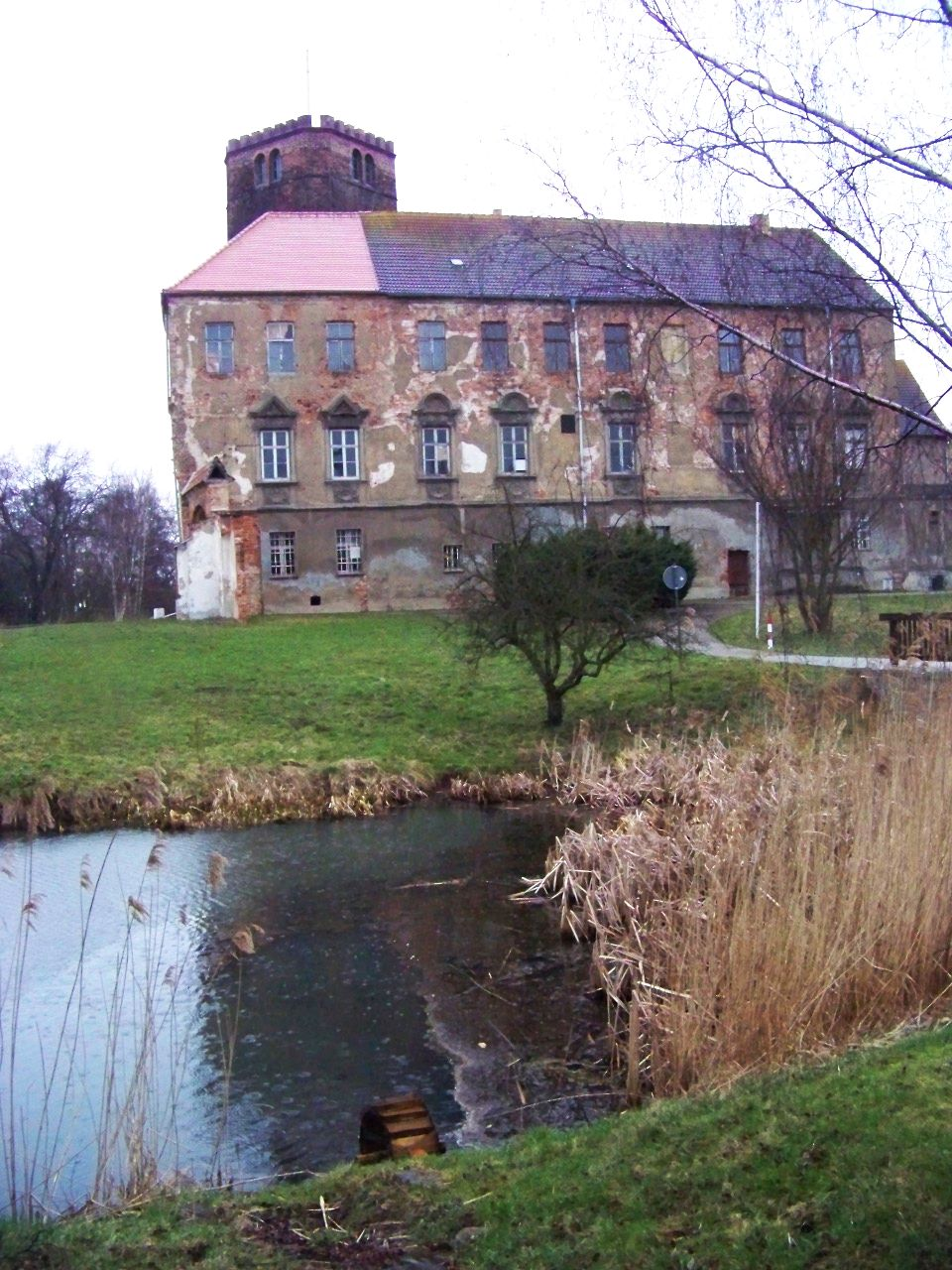
Schloss Schnaditz (Ostseite)

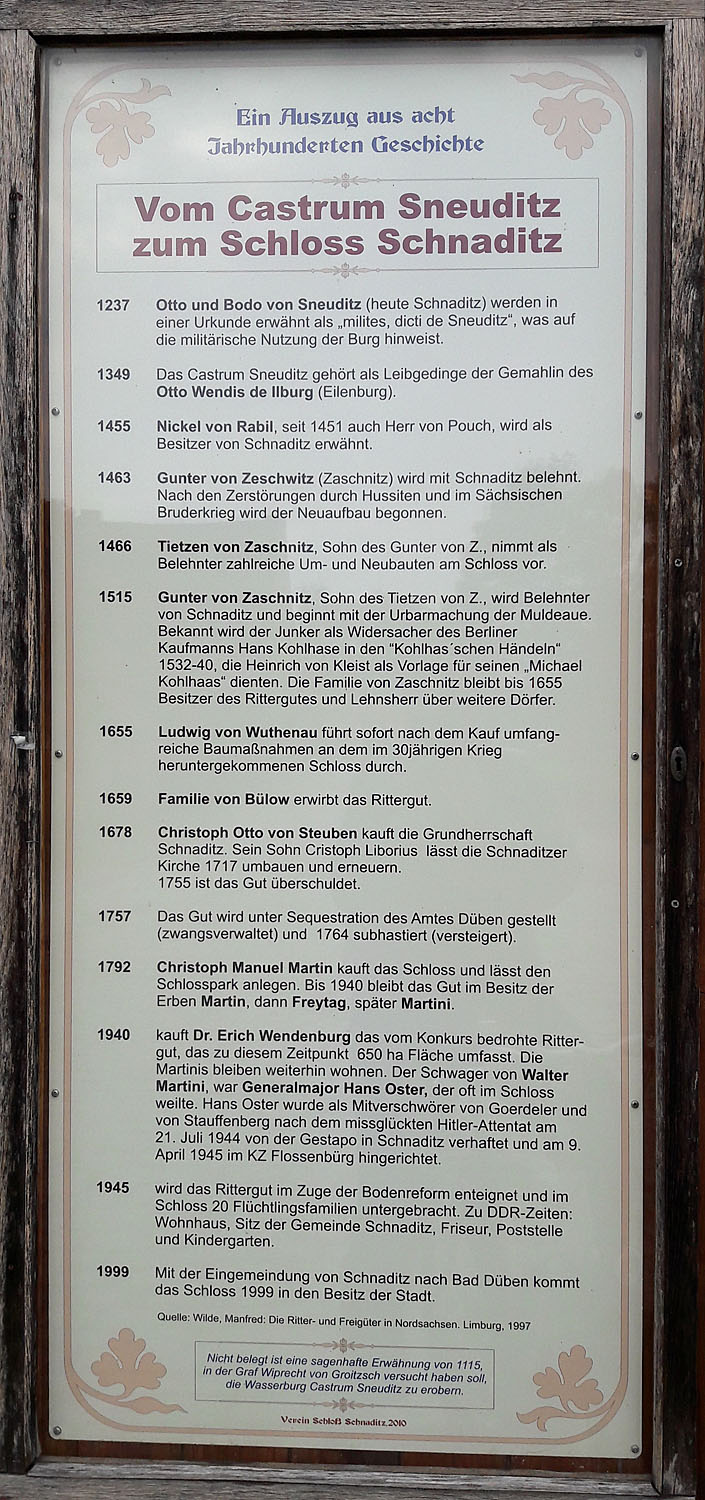
Geschichtstafel am Schloss

### Ersterwähnungen (1115–1237)
Wiprecht von Groitzsch (1115)

Nicht belegt ist eine sagenhafte Erwähnung aus dem Jahr 1115, in der Graf Wiprecht von Groitzsch versucht haben soll, die Wasserburg Castrum Sneuditz zu erobern.
Bodo und Otto von Sneuditz (1237)

Wahrscheinlich um 1237 wurde das Schloss hier im Sumpfland der Mulde als Wasserburg errichtet. Bodo und Otto von Sneuditz (heute Schnaditz) werden in einer Urkunde als milites, dicti de Sneuditz (Ritter von Sneuditz) erwähnt, später hier als Herren Albrecht von Oechlitz und Heinrich von Bünau.

### Schlossbesitzer (1349–1940)
Otto Wendis de Ilburg (1349)

Im Jahr 1349 gehört das Castrum Sneuditz als Leibgedinge der Gemahlin des Otto Wendis de Ilburg (Eilenburg).
Nickel von Rabil (1455)

Im Jahr 1455 wird Nickel von Rabil, seit 1451 auch Herr von Pouch, als Besitzer von Schnaditz erwähnt.
Gunter von Zeschwitz (1463)

Die längste Zeit (1463–1655) lebten dort die Familienmitglieder derer von Zaschnitz, durch Einheirat auch mit der Steubenschen Familie verwandt.
Im Jahr 1463 wurde Gunter von Zeschwitz (Zaschnitz) mit Schnaditz belehnt. Nach den Zerstörungen durch Hussiten und im Sächsischen Bruderkrieg wurde der Neuaufbau begonnen.
Tietzen von Zaschnitz (1466)

Tietzen von Zaschnitz, Sohn des Gunter von Zaschnitz, nahm 1466 als Belehnter zahlreiche Um- und Neubauten am Schloss vor.
Gunter von Zaschnitz (1515)

Gunter von Zaschnitz, Sohn von Tietzen von Zaschnitz, wird im Jahr 1515 Belehnter von Schnaditz und beginnt mit der Urbarmachung der Muldeaue. Bekannt wird der Junker als Widersacher des Berliner Kaufmanns Hans Kohlhase in den „Kohlhas’schen Händeln“ 1532–1540. Im Jahr 1532 raubte er die Pferde des Händlers Hans Kohlhaase in Wellaune (damals ein Vorwerk von Schnaditz). Der Fall wurde später zur Vorlage für die Novelle Michael Kohlhaas von Heinrich von Kleist. Die Familie Zaschnitz bleibt bis 1655 Besitzer des Rittergutes und Lehnsherr über weitere Dörfer.
Ludwig von Wuthenau (1655)

Sofort nach dem Kauf im Jahr 1655 führt Ludwig von Wuthenau umfangreiche Baumaßnahmen an dem im Dreißigjährigen Krieg heruntergekommenen Schloss durch.
Familie von Bülow (1659)

Im Jahr 1659 erwirbt Familie von Bülow das Rittergut.
Christoph Otto von Steuben (1678)

Christoph Otto von Steuben kaufte das Schloss Schnaditz 1678 von der Erbengemeinschaft der Familie von Bülow. Er verpachtete die Stammgüter Gerbstedt und Friedeburg, verlegte seinen Wohnsitz nach Schnaditz und wurde dort neuer Erb- und Gerichtsherr. Den erworbenen Besitz, zu dem außer einer Ziegelei auch noch eine Bierbrauerei und eine Kornbrennerei gehörten, übernahm er am 17. Juli 1678 mit einem feierlichen Zeremoniell.
Christoph Liborius von Steuben (1686)

1686 erbte Christoph Liborius von Steuben, Sohn des Christoph Otto von Steuben, das Schloss. Die dazugehörige Schnaditzer Kirche erneuerte und baute er im Jahre 1717 teilweise um.
Witwe des Christoph Liborius von Steuben (1738)

Nach dem Tode des Christoph Liborius im Jahre 1738 ging das Schloss und das dazugehörige Rittergut auf dessen Witwe über. Bereits 1755 soll das Gut überschuldet gewesen sein. Auf Antrag der Witwe wurde das Schloss und Rittergut mitsamt den Ländereien von 1300 Morgen sequestriert (zwangsverwaltet) und zunächst unter die Verwaltung des Amtes in Düben gestellt und 1764 versteigert.
Dorothea Maria Justina Freifrau von Görtz (1764)

1764 ersteigerte es Dorothea Maria Justina Freifrau von Görtz.
Caroline Wilhelmine von Einsiedel zu Schönfeld und Badria (1789)

1789 übernahmen es Caroline Wilhelmine von Einsiedel zu Schönfeld und Badria.
Christoph Samuel Martin (1792)

1792 ging es in den Besitz des sächsischen Kommissionsrats Christoph Samuel Martin über, der den 10 Hektar großen Park nach dem Vorbild des berühmten Wörlitzer Schlossparks (bei Dessau) umgestaltete. Bis 1940 blieb das Gut im Besitz der Erben Martin, dann Freytag, später Martini.

### Zeit des Nationalsozialismus (1940–1945)
Dr. Erich Wendenburg (1940)

Im Jahr 1940 kauft Dr. Erich Wendenburg das vom Konkurs bedrohte Rittergut, das zu diesem Zeitpunkt 650 Hektar Fläche umfasste. Die Martinis blieben weiterhin im Schloss wohnen. Der Schwager von Walter Martini war Generalmajor Hans Oster. Walter Martini, ein Sohn des vorletzten Besitzers, war mit Marie Oster verheiratet, einer Schwester von Generalmajor Hans Oster, der oft im Schloss weilte.
Dieser war Abwehrchef im Oberkommando der Wehrmacht und als führendes Mitglied der militärischen Widerstandsgruppe als Mitverschwörer von Carl Friedrich Goerdeler und Claus Schenk Graf von Stauffenberg am missglückten Attentat vom 20. Juli 1944 gegen Adolf Hitler beteiligt. Nachdem der Anschlag fehlschlug, wurde Hans Oster am 21. Juli 1944 in Schnaditz verhaftet und am 9. April 1945 im KZ Flossenbürg (Oberpfalz) ermordet.
Enteignung (1945)

Nach Kriegsende wurde das Rittergut 1945 im Zuge der Bodenreform enteignet und im Schloss 20 osteuropäische Flüchtlingsfamilien untergebracht.

### Zeit der DDR (1949–1990)
Zu DDR-Zeiten waren in den drei Flügeln des Schlosses unter anderem ein Wohnhaus, die Gemeindeverwaltung, ein Friseur, eine Poststelle und ein Kindergarten untergebracht. Der bauliche Verfall schien nicht mehr aufzuhalten.

### Zeit nach der Wende (1990–2014)
Seit der Wende stand das Gebäude leer. Mit der Eingemeindung von Schnaditz nach Bad Düben ist das Schloss 1999 in den Besitz der Stadt Bad Düben gekommen. In den Jahren von 1991 bis 2006 hat die Stadt von der Denkmalschutzbehörde des damaligen Regierungspräsidiums Leipzig für die Pflege des Kulturdenkmals Zuwendungen in Höhe von 651.000 Euro gewährt bekommen.
Die Anlage, die der Stadt gehörte, war zunehmend vom Verfall bedroht und wurde im August 2014 an eine Investorengruppe verkauft, welche umgehend mit der Instandsetzung beginnen wollte.

### Schloss Schnaditz GmbH (2014–2018)

#### Verkauf
Am 29. August 2014 wurde das Schloss für 120.000 Euro an eine fünfköpfige amerikanische Investorengruppe verkauft. Seit 16. Oktober 2014 ist im Handelsregister beim Amtsgericht Leipzig unter der Nummer HRB 30807 die "Schloss Schnaditz GmbH" eingetragen.
Im Kaufvertrag soll eine Investitionsverpflichtung in Höhe von 3,2 Mio. Euro vereinbart worden sein. Die Investorengruppe hat den Nachweis bis 2017 nicht erbracht und ließ die Fristen zweimal verstreichen. Daher stand 2017 sogar eine mögliche Rückabwicklung des Kaufvertrages im Raum. Zudem ließ sich die Stadt im Kaufvertrag ein Nutzungsrecht für die Nutzung von drei Räumen für den Kohlhaas-Club Schloss Schnaditz zur Einrichtung eines Museums einräumen.

#### Nutzungspläne
Die Sanierung umfasst den Einbau von Heizungen und neuen Fenstern, das Verlegung neuer Wasser- und Stromleitungen sowie den Austausch des vorhandenen Putzes. Im Schloss sollen auch Umbaumaßnahmen erfolgen, so soll als Erstes das Restaurant in der ehemaligen Brennerei entstehen. Der ehemalige Rittersaal soll zukünftig als Raum für Veranstaltungen und private Feiern zur Verfügung stehen. Im Bereich mit der alten Säule im Erdgeschoss könnte ein gemütliches Bierstübchen und im Kellergewölbe eine rustikale Weinstube entstehen. Anschließend sollen Privatwohnungen und Appartements für die Investoren gebaut werden. Weiterhin sind einige Hotelzimmer und 28 Ferienapartments geplant.
In Zusammenarbeit mit dem Kohlhaas Club Schloss Schnaditz soll in vier Räumen ein Museum entstehen, das sich unter anderem den Namen und den Geschichten um Kohlhase, Oster und von Steuben widmen soll. Zudem kündigte die Stadt an, dass im Schloss auch standesamtliche Trauungen angeboten werden könnten.
Die Investitionssumme wird in der Höhe von 3,9 Millionen Euro geschätzt. Nach der Fertigstellung könnten 12 bis 13 Arbeitsplätze entstehen.

#### Baufortschritt
Im Jahr 2016 hatte die Stadtverwaltung den Investoren einen Aufschub gewährt, weil die Finanzierung für das 3,9 Millionen Euro teure Sanierungsvorhaben nicht stand. Mit Stand Februar 2017 wurde bekannt, dass die Baumaßnahmen noch andauern. Wasser-, Abwasser- und Stromleitungen sollen im Schloss bislang verlegt sein. Die weitere Sanierung soll Schritt für Schritt mit eigenem Geld erfolgen. Bis zum 31. Dezember 2017 setzte die Investorengruppe weder die geforderten Bausummen um, noch hatte sie einen Bauleiter nach deutschem Recht. Im Januar 2018 setzte das Sturmtief Friederike dem Schloss an Schäden zu.

#### Rückabwicklung des Kaufvertrages
Aufgrund der fehlenden Baufortschritte bis Ende 2017, beschloss der Bad Dübener Stadtrat am 22. März 2018 einstimmig die Rückabwicklung des Kaufvertrages über das Grundstück und Schloss mit der Schloss Schnaditz GmbH. Damit wird die Stadt Bad Düben wieder Eigentümerin. Helga van Horn und ihr Sohn Nick von der Investorengruppe wohnten weiterhin im Schloss und zogen nicht aus, da sie die investierten 400.000 Euro nicht verlieren wollten und suchten noch im Oktober 2018 potenzielle Investoren aus Südafrika, welche jedoch nicht auftauchten. Am 14. Dezember 2018 erfolgte die Zwangsräumung des Schlosses.

### Käufersuche (seit 2019)
Seit der Zwangsräumung im Dezember 2018 sucht die Stadt Bad Düben einen neuen Käufer für das Schloss. Zur Nutzung der Räume gab es bereits Anfragen und Ideen, wie zum Beispiel die Nutzung als Kinderhotel, Jugendherberge oder Ausbildungsstätte für Jugendliche. Problematisch ist jedoch die Finanzierung, da das Schloss stark sanierungsbedürftig ist. Die Stadt Bad Düben kann aufgrund ihrer finanziellen Situation und anderer Projekte in der Stadt keine Investitionen vornehmen.

## Kohlhaas-Club Schloss Schnaditz e.V.
Laut Amtsgericht Leipzig wurde am 15. Mai 2002 der Kohlhaas-Club Schloss Schnaditz e. V., vormals unter dem Namen Schloss Schnaditz e. V., eingetragen.
Ziel des Vereins Schloss Schnaditz e. V. war die Sanierung und Nutzung des Schlosses Schnaditz als Schule mit Internat, europäische Jugendakademie, Kulturstätte und Kreativwerkstatt. Der Satzungszweck verwirklichte sich durch Instandsetzung, Betreibung und Erhalt des denkmalgeschützten Renaissance-Schlosses. Der Verein bestand aus 35 Mitgliedern.
Beim Verkauf des Schlosses ließ sich die Stadt Bad Düben im Kaufvertrag ein Nutzungsrecht für drei Räume für den Kohlhaas-Club Schloss Schnaditz einräumen. Auflage dafür war es, dass hier ein Museum eingerichtet wird.